# Charles Dick
Pas d'image ? Cliquez ici

b Matchs officiels uniquement.
Robert Charles Stewart Dick, né le 1er juillet 1913 à Sevenoaks et mort le 19 mai 2004, est un joueur écossais de rugby à XV qui évolue au poste de centre pour l'équipe d'Écosse de 1934 à 1938.

## Biographie
Charles Dick a eu sa première cape internationale à l'âge de 20 ans le 3 février 1934, à l'occasion d'un match contre l'équipe du pays de Galles. Il inscrit un essai lors du dernier match gagné à Twickenham pour l'équipe d'Écosse qui remporte la triple couronne en 1938. Charles Dick connaît sa dernière cape internationale à l'âge de 24 ans le 19 mars 1938, à l'occasion d'un match contre l'équipe d'Angleterre.

## Statistiques en équipe nationale
- 14 sélections
- 18 points (6 essais)
- Sélections par année : 3 en 1934, 4 en 1935, 3 en 1936, 1 en 1937, 3 en 1938
- Tournois britanniques de rugby à XV disputés : 1934, 1935, 1936, 1937, 1938.